# كأس الغارفي 2016
كأس الغارفي 2016 (بالبرتغالية: Algarve Cup de 2016) هو الموسم 23 من  كأس الغارفي. أقيم خلال الفترة 2 مارس 2016 وحتى 9 مارس 2016، وأشرف على تنظيمه اتحاد البرتغال لكرة القدم، وكان عدد الأندية المشاركة فيه  8، وفاز فيه منتخب كندا لكرة القدم للسيدات.